# DDR-Bestenermittlung im Eishockey
Die DDR-Bestenermittlung im Eishockey wurde ab 1971 als Meisterschaft der Amateure ausgespielt. 
Nach dem Leistungssportbeschluss des SED-Politbüros vom 8. April 1969 zählte Eishockey nicht zu den „besonders geförderten“ Sportarten. Die DDR-Oberliga wurde auf zwei Mannschaften reduziert, alle anderen Oberliga- und Gruppenliga-Mannschaften wurden aufgelöst. Auf Amateur-Ebene wurde der Spielbetrieb jedoch aufrechterhalten. In der Bestenermittlung wurde der Sieger dieser Ebene ermittelt.
Die Bestenermittlung wurde in Turnierform, in der Regel im März des Jahres ausgetragen. Für die Bestenermittlung 1971 waren die Bezirksmeister qualifiziert. In den Folgejahren konnten die Bezirksmeister des Vorjahres zusätzlich melden. Ab 1975 wurde die Bestenermittlung in eine A- und eine B-Gruppe aufgeteilt, wobei der Letzte der A-Gruppe abstieg und der Sieger der B-Gruppe sich für die A-Gruppe des Folgejahres qualifizierte (1976 gab es eine Relegation). Der Letzte der B-Gruppe musste seinen Startplatz in einer Relegation gegen den Sieger einer Ausscheidung der Bezirksmeister verteidigen.

## Überblick Sieger und Platzierungen
| Mannschaft                                          | Sieger | Zweiter | Dritter |
| --------------------------------------------------- | ------ | ------- | ------- |
| BSG Monsator/BSG Foron/SG Dynamo Fritz Lesch Berlin | 13     | 3       | 1       |
| BSG Einheit/EHC Crimmitschau                        | 5      | 9       | 3       |
| BSG Motor Optima Erfurt                             | 1      | 3       | 2       |
| BSG Einheit Weißwasser                              | 1      | 2       | 0       |
| BSG Motor Bad Muskau                                | 0      | 3       | 9       |
| VSG/BGS Chemie 70 Rostock                           | 0      | 0       | 3       |
| BSG Chemie Leuna                                    | 0      | 0       | 1       |
| BSG Spartakus Berlin                                | 0      | 0       | 1       |

## Turniere und Sieger
| Jahr | Austragungsort | Sieger                       | Zweiter                  | Dritter                  |
| ---- | -------------- | ---------------------------- | ------------------------ | ------------------------ |
| 1971 | Crimmitschau   | BSG Einheit Crimmitschau     | BSG Motor Optima Erfurt  | BSG Chemie Leuna         |
| 1972 | Halle          | BSG Einheit Crimmitschau     | BSG Motor Optima Erfurt  | VSG Rostock              |
| 1973 | Halle          | BSG Motor Optima Erfurt      | BSG Einheit Crimmitschau | BSG Chemie 70 Rostock    |
| 1974 | Crimmitschau   | BSG Einheit Crimmitschau     | BSG Motor Optima Erfurt  | BSG Monsator Berlin      |
| 1975 | Erfurt         | BSG Einheit Crimmitschau     | BSG Monsator Berlin      | BSG Motor Optima Erfurt  |
| 1976 | Rostock        | BSG Monsator Berlin          | BSG Motor Bad Muskau     | BSG Motor Optima Erfurt  |
| 1977 | Berlin         | BSG Monsator Berlin          | BSG Motor Bad Muskau     | BSG Chemie 70 Rostock    |
| 1978 | Rostock        | BSG Monsator Berlin          | BSG Einheit Crimmitschau | BSG Motor Bad Muskau     |
| 1979 | Crimmitschau   | BSG Monsator Berlin          | BSG Einheit Crimmitschau | BSG Motor Bad Muskau     |
| 1980 | Crimmitschau   | BSG Einheit Crimmitschau     | BSG Monsator Berlin      | BSG Motor Bad Muskau     |
| 1981 | Crimmitschau   | BSG Monsator Berlin          | BSG Einheit Crimmitschau | BSG Motor Bad Muskau     |
| 1982 | Crimmitschau   | BSG Monsator Berlin          | BSG Einheit Crimmitschau | BSG Motor Bad Muskau     |
| 1983 | Crimmitschau   | BSG Monsator Berlin          | BSG Einheit Crimmitschau | BSG Motor Bad Muskau     |
| 1984 | Crimmitschau   | BSG Monsator Berlin          | BSG Einheit Crimmitschau | BSG Motor Bad Muskau     |
| 1985 | Crimmitschau   | BSG Monsator Berlin          | BSG Einheit Crimmitschau | BSG Motor Bad Muskau     |
| 1986 | Crimmitschau   | BSG Monsator Berlin          | BSG Motor Bad Muskau     | BSG Einheit Crimmitschau |
| 1987 | Crimmitschau   | BSG Monsator Berlin          | BSG Einheit Crimmitschau | BSG Motor Bad Muskau     |
| 1988 | Crimmitschau   | BSG Einheit Weißwasser       | BSG Foron Berlin         | BSG Einheit Crimmitschau |
| 1989 | Crimmitschau   | SG Dynamo Fritz Lesch Berlin | BSG Einheit Weißwasser   | BSG Spartakus Berlin     |
| 1990 | Weißwasser     | SG Dynamo Fritz Lesch Berlin | BSG Einheit Weißwasser   | EHC Crimmitschau         |